# Muurrouwzwever
De muurrouwzwever (Anthrax anthrax) is een vliegensoort uit de familie van de wolzwevers (Bombyliidae). De wetenschappelijke naam is gepubliceerd in 1781 door Franz Paula von Schrank.

## Kenmerken
Het is een opvallende soort met verdonkerde vleugels en een compleet zwart lichaam met, alleen bij verse exemplaren, helderwitte vlekjes. De dieren zitten meestal op muren met de vleugels half gespreid als een deltavlieger.

## Leefwijze

Een Muurrouwzwever schiet een ei in een nestopening.

Alle soorten uit de familie van de wolzwevers zijn parasieten op eieren of larven van andere insecten, uiteenlopend van sprinkhanen en vlinderrupsen tot bijen en wespen. Verreweg de meeste soorten parasiteren op deze laatste groepen, zo ook de muurrouwzwever. Hij parasiteert op metselbijen en metselwespen, die in gaatjes in muren, houten palen en schuttingen nestelen. Het vrouwtje deponeert een eitje in het nest van deze bijen en wespen voordat het nest afgesloten wordt. Links een animatie (zes keer vertraagd).
De larve van de muurrouwzwever voedt zich met de larve van de gastheer. De meeste wolzwevers zijn warmteminnend en dat is misschien de verklaring dat deze soort relatief veel in stedelijke omgeving wordt waargenomen. Een uitgebreide beschrijving van de leefwijze is te vinden in het boek Gasten van Bijenhotels.
De muurrouwzwever is een typische zomersoort en juni is de periode waarin de dieren tevoorschijn komen uit de nesten van vorig jaar. Bij het zien van zo’n vers uitgekomen, en dus nog niet uitgekleurd exemplaar, levert een korte zoektocht meestal de oude poppenhuid op die nog een klein stukje uit de nestingang steekt.

## Verspreiding en leefgebied
De muurrouwzwever is een van de twintig soorten wolzwevers die in België voorkomen. De soort wordt opvallend vaak in steden waargenomen, met name op zonbeschenen muren en schuttingen. Deze soort wordt ook in Nederland waargenomen.